# پولاد (یار سیاوش)
پولاد (پولادوند)، در شاهنامه نام یار سیاوش در میدان چوگان است. هنگامی که کیخسرو با مادرش فرنگیس به همراه گیو از توران گریختند، پولاد و کلباد و نستهین در دنبال آنان تاختند تا آنان را از رسیدن به ایران باز دارند. پولاد در جریان جنگ هماون، پس از نبردی پیروزمندانه با نام‌آوران ایرانی از رستم شکست خورد و گریخت.
فردوسی در بیتی، از پولاد و برخی یاران و همراهانش، چنین یاد کرده‌است:
| سپهبد گزین کرد کلباد را |  | چو گرسیوز و جهن و پولاد را |